# Medetera arrogans
Medetera arrogans är en tvåvingeart som först beskrevs av Octave Parent 1927.  Medetera arrogans ingår i släktet Medetera och familjen styltflugor. Inga underarter finns listade i Catalogue of Life.